# Джерело «Глибоке»
Джерело Глибоке — гідрологічна пам'ятка природи місцевого значення.
Розташована на території П'ятківської сільської ради Бершадського району Вінницької області. Оголошена відповідно до Рішення Вінницького облвиконкому від 29.08.1984 р. № 371.
Охороняється глибинне джерело ґрунтової води. Глибина джерела сягає 3 м. Живить струмок, який впадає в р. Дохна.